# Solenomelus pedunculatus
Solenomelus pedunculatus är en irisväxtart som först beskrevs av John Gillies och William Jackson Hooker, och fick sitt nu gällande namn av Bénédict Pierre Georges Hochreutiner. Solenomelus pedunculatus ingår i släktet Solenomelus och familjen irisväxter. Inga underarter finns listade i Catalogue of Life.

## Bildgalleri

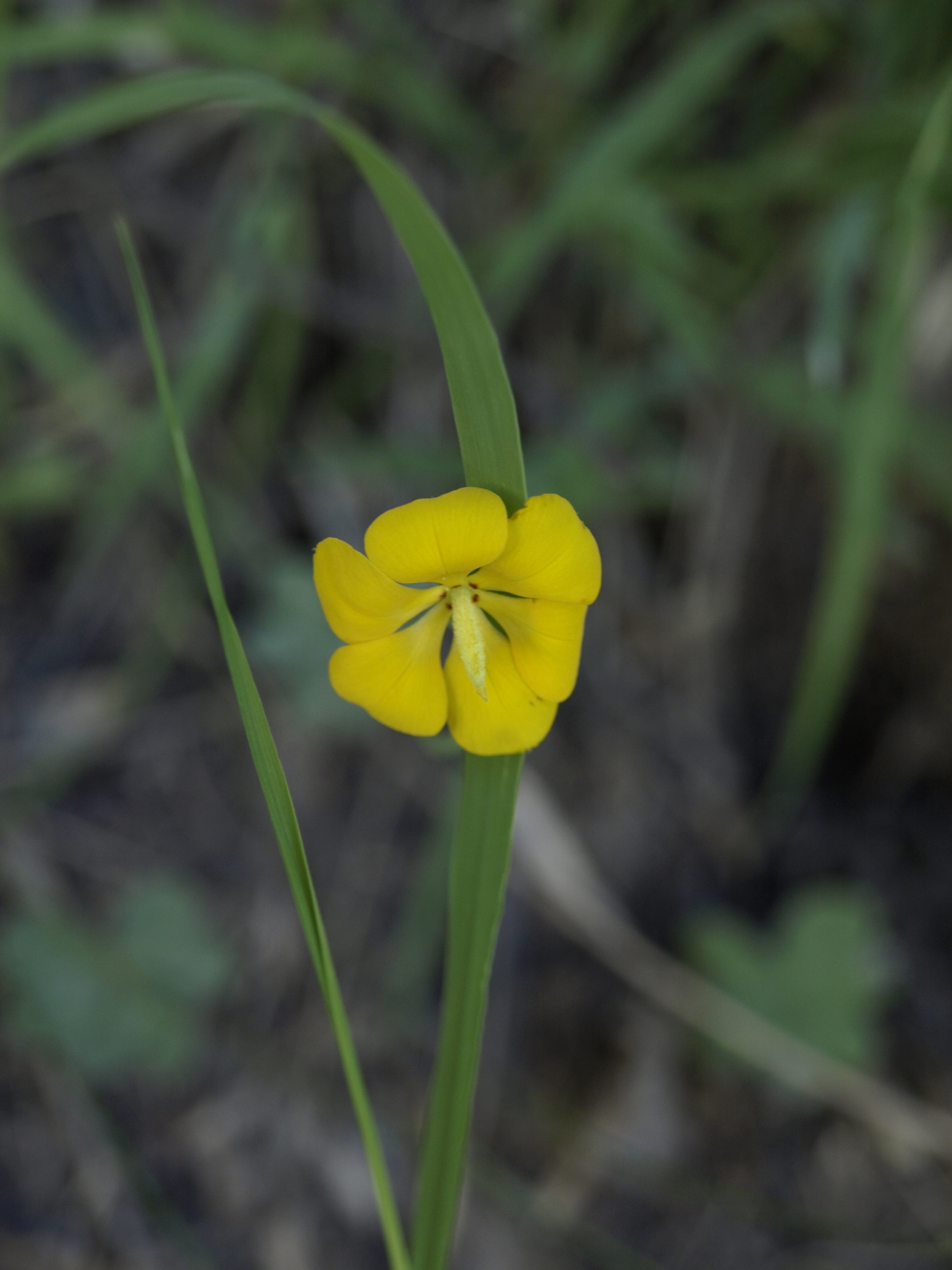
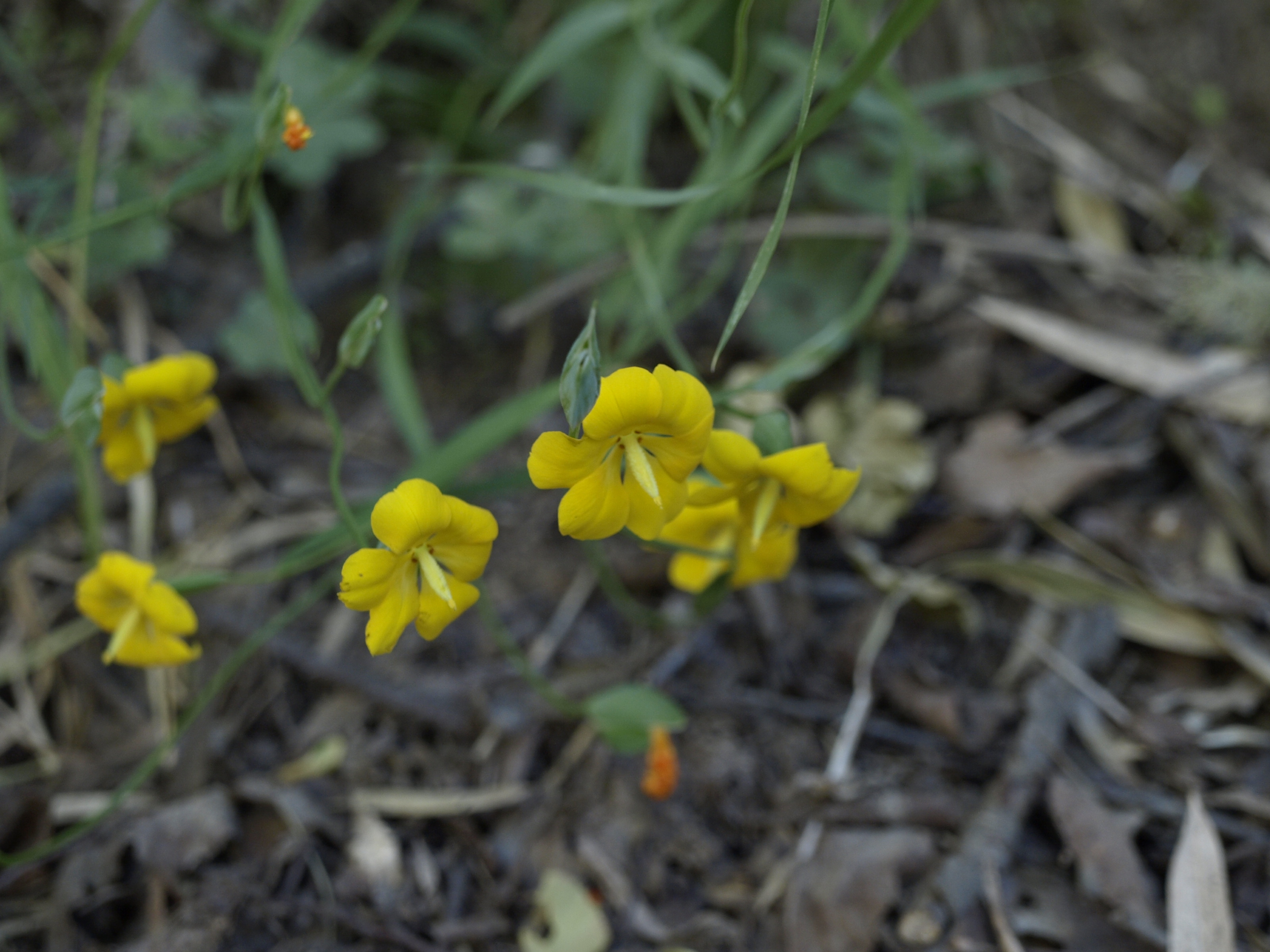
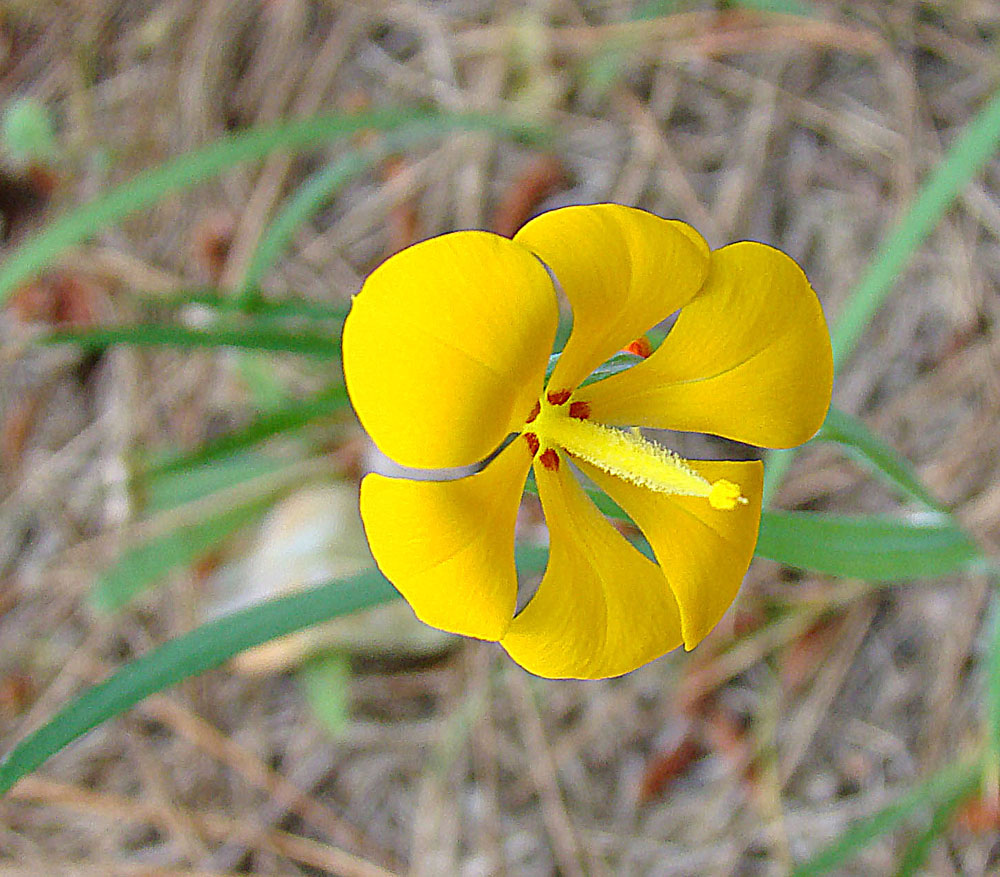